# Spomen-park Rakov Potok
Spomen-park Rakov Potok je memorijalno područje unutar šume Stupnički Lug u blizini naselja Rakov Potok u sastavu četvrti Novi Zagreb – zapad. Procjenjuje se da su u ovoj šumi ustaše od 1941. do 1945. godine ubili između 400 i 700 ljudi. Ovo je druga, poslije Dotrščine, masovna grobnica žrtava fašističkog terora na području Zagreba. Uz antifašiste iz Zagreba, ovdje su sahranjeni stanovnici kordunske općine Lasinja. Neki od istaknutih pripadnika NOP-a, koji su ovdje našli smrt, jesu: Joža Vlahović, Anđela Cvitković, Dragica Hotko, Nikola Sekulić, Krešo Rakić, Leo Ivanec, Teodor Katić, Radovan Belić, Radivoje Stanisavljević (iz Gračaca), dr Dragomir Drakulić (iz Karlovca), Savo Bulić, Katarina Brodarić, Slavko Čor, Vladimir Prekrat, Franjo Belušić, Antun Mrak i mnogi drugi.
Uz put na ulazu u Stupničku šumu nalazi se grubo sječeni kameni kvadar, kao putokaz koji upućuje na spomen-kosturnicu. Na njemu je upisan sljedeći tekst: Vidi gdje počiva četiri stotine žrtava fašizma 1941. godine-Rakov Potok. Iza tog spomenika koji upozorava na mjesto koje slijedi vodi popločana šumska staza do malog popločanog proširenja koje je ujedno i spomen grobnica-kosturnica žrtvama. Na grobnoj ploči koja je vodoravno položena na zemlju nalazi se metalnim ugrađenim slovima sljedeći tekst:
| Na žezi strašnoj tiho su nas želi Ko mrtvo klasje koje jedva šušti Mi idemo po tragu živih I nitko zaustavit nas neće Ivan Goran Kovačić |